# Governo del popolo del Fujian
Il Governo del popolo del Fujian (o Governo del popolo di Fukien) è il termine comunemente usato per definire il Governo rivoluzionario del popolo della Repubblica di Cina (1933–1934), un governo di breve durata, anti-Kuomintang, della Repubblica di Cina nella provincia del Fujian.  La ribellione che portò alla sua formazione e al suo collasso è nota come "Incidente del Fujian"  (閩變 Mǐnbiàn o 福建事變 Fújiàn Shìbiàn) o Rivolta del Fujian.

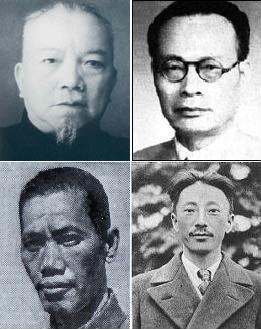
Capi principali del Governo del Popolo del Fujian

## Antefatto

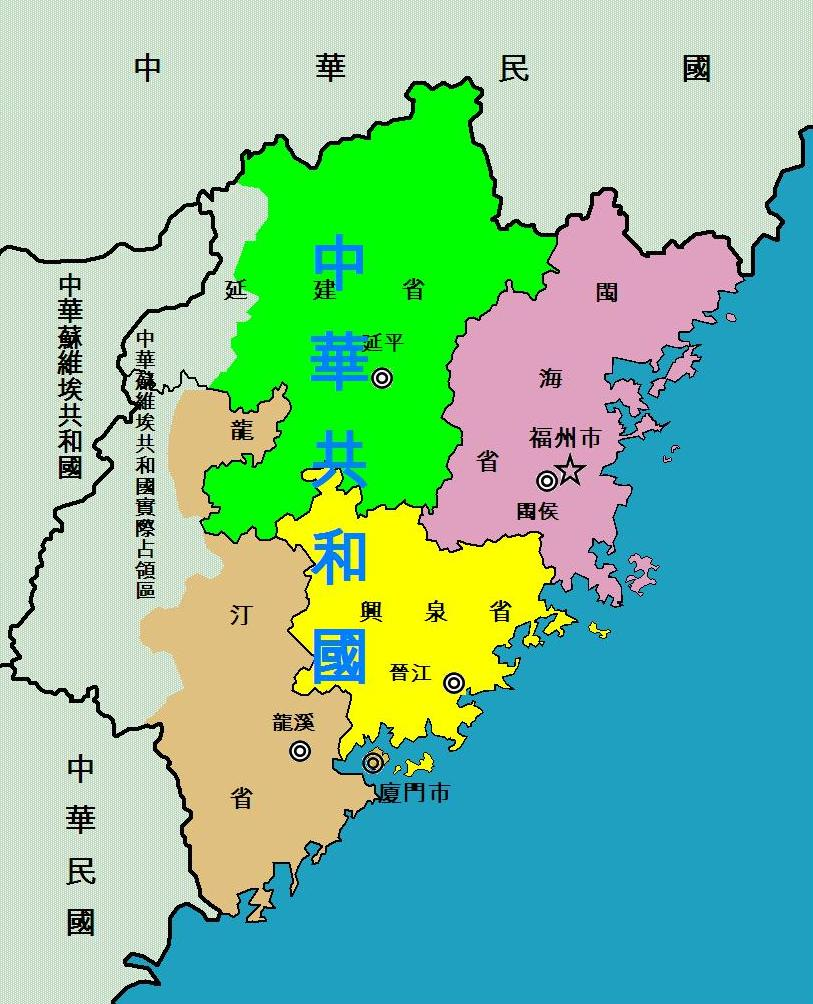
Mappa delle divisioni amministrative del governo del popolo del Fujian.

Nel novembre del 1933 alcuni capi della XIX Armata della strada, compresi Cai Tingkai, Chen Mingshu e Jiang Guangnai che avevano raggiunto la fama per il loro ruolo nella Guerra di Shanghai del 1932, vennero schierati nel sud della Cina per reprimere una ribellione comunista. Essi però negoziarono la pace con i ribelli. In alleanza con altre forze del Kuomintang sotto Li Jishen (李濟深), i capi della XIX Armata ruppero con Chiang Kai-shek e presero il controllo del Fujian, dove erano di stanza, e il 22 novembre 1933 proclamarono un nuovo governo. Il presidente del governo era Li Jishen, Eugene Chen (陳友仁) era ministro degli esteri, Jiang Guangnai ministro delle finanze e Cai Tingkai capo militare e governatore della provincia del Fujian.

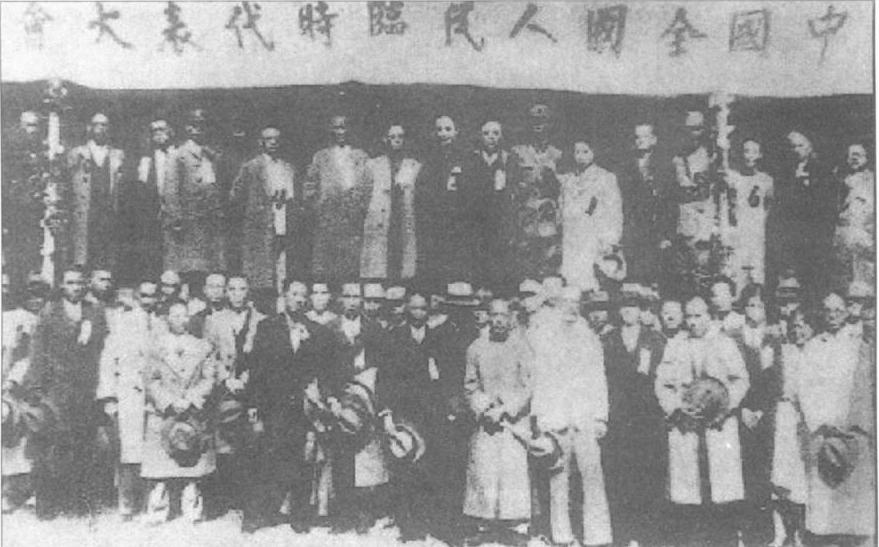
Deputati del Congresso Provvisorio del Popolo Nazionale Cinese

La bandiera era rossa (proletariato) e blu (contadini) con una stella gialla nel mezzo (gloriosa unità del popolo produttivo), e il nome del nuovo stato era "Repubblica di Cina" (中華 共和國), con la sua fondazione nell'anno uno. La XIX Armata della strada fu ribattezzata Esercito Rivoluzionario Popolare.
Chen Mingshu fu messo a capo del neo-creato Partito del Popolo Produttivo, che ebbe il sostegno del "Partito dei Democratici cinesi e dei lavoratori". Il Partito della Gioventù Cinese prese in considerazione la possibilità di sostenerli, ma venne scoraggiato dalla loro sinistra e dalla mancanza di sostenibilità realistica. La ribellione inizialmente godette del sostegno popolare tra la maggior parte della gente del Fujian, ma le alte tasse imposte per sostenere l'esercito diminuirono la sua popolarità. Inoltre, la decisione del nuovo governo di interrompere la continuità inserendo una nuova bandiera, nuovi simboli e occasionalmente rimuovendo il ritratto di Sun Yat-sen causarono esitazioni in molti ambienti. Dopo aver adottato un approccio attendista, la nuova cricca del Guangxi rifiutò di sostenere i ribelli. Era previsto che Feng Yuxiang lo avesse sostenuto, ma rimase in silenzio. Chen Jitang e Hu Hanmin erano solidali con i loro obiettivi, ma vennero condannati per aver diviso il paese. La paura di una nuova guerra civile, in un'epoca di aggressione giapponese, fu la ragione principale per cui la ribellione ebbe pochissima popolarità.
I ribelli erano motivati, tra le altre cose, da disaccordi personali con Chiang Kai-shek, e dall'opposizione al percepito accordo dei nazionalisti con l'impero giapponese per offrire l'allora relativamente povero Fujian. Gli obiettivi del nuovo governo includevano il rovesciamento del governo del Kuomintang a Nanchino, varie riforme sociali e politiche e una maggiore resistenza alle interferenze straniere in Cina. La ribellione portò una fermata temporanea alla campagna del Quinta Campagna di accerchiamento contro il Soviet del Jiangxi da parte del governo centrale nel sud-est della Cina. Tuttavia, l'aiuto implicito o promesso alla ribellione dello Jiangxi Sovietico e del Partito Comunista Cinese non si materializzò a causa dell'opposizione dei 28 bolscevichi e lo sforzo cominciò a crollare. 
Il Kuomintang inizialmente rispose con attacchi aerei e, nel gennaio 1934, con un'offensiva di terra che portò rapidamente alla sconfitta della già famosa XIX Armata della strada. Il 13 gennaio 1934, il governo fu sconfitto e i suoi capi fuggirono o disertarono nelle forze di Chiang Kai-shek.